# Lusotitan
Genre
Espèce
Lusotitan  est un genre de dinosaure appartenant au groupe des saurischiens sauropodes, plus précisément à la famille des brachiosauridés, ayant vécu au Jurassique supérieur.

## Découverte
En 1947, des restes d'un grand sauropode ont été retrouvés dans la Formation de Lourinhã au Portugal qui date du Tithonien au Jurassique supérieur, par Manuel de Matos, collecteur de la Commission géologique du Portugal. En 1957, ces restes ont été définis par Albert-Félix de Lapparent et Georges Zbyszewski comme une nouvelle espèce de Brachiosaurus: Brachiosaurus atalaiensis. Le nom spécifique fait référence au lieu de découverte, Atalaia. En 2003, Octàvio Mateus et Miguel Telles Antunes l'ont reclassé dans un genre distinct: Lusotitan. L'espèce type est donc Lusotitan atalaiensis. Le nom du genre dérive de Luso, le nom latin pour un habitant de la Lusitanie, et du grec Titan, un géant mythologique.

## Caractéristiques
Les découvertes se composaient d'un squelette partiel dépourvu du crâne et de vertèbres individuelles découvertes en plusieurs endroits. De Lapparent n'a pas  pu lui attribuer un holotype. En 2003, Mateus a choisi le squelette comme lectotype. Ses os ont des numéros d'inventaire MIGM 4798, 4801-10, 4938, 4944, 4950, 4952, 4958, 4964-6, 4981-2, 4985, 8807, 8793-5. Ces vestiges comprennent 28 vertèbres et des éléments du squelette appendiculaire.
Il a été estimé que Lusotitan mesurait 25 mètres de long, 11 mètres de haut et pesait 30 tonnes. Il avait les avant-bras longs, l'une des raisons qui ont fait que Mateus l'a classé dans les Brachiosauridae.